# Урюпин, Владимир
Владимир Урюпин (эст. Vladimir Urjupin; 22 мая 1964, Таллин) — советский и эстонский футболист, центральный защитник.

## Биография
В советский период играл за команды чемпионата Эстонской ССР среди КФК. Серебряный призёр чемпионата республики в составе «Темпо» (1984), серебряный призёр (1989) и чемпион (1990) в составе «ТФМК», серебряный призёр (1991) в составе «Нормы».
После распада СССР провёл три сезона в составе «Нормы» в независимом чемпионате Эстонии. Двукратный чемпион (1992, 1992/93) и серебряный призёр (1993/94) чемпионата страны, обладатель (1993/94) и финалист (1992/93) Кубка Эстонии. В 1994 году перешёл в «Таллинна Садам», с которым стал бронзовым призёром чемпионата (1996/97) и двукратным обладателем Кубка (1995/96, 1996/97). В 1997 году перешёл в ТФМК, клуб в этот период не боролся за высокие места.
Всего в высшей лиге Эстонии сыграл 151 матч и забил один гол. В составе «Нормы» и «Таллинна Садам» участвовал в матчах еврокубков.
В последние годы карьеры играл в низших лигах Эстонии за «Таллинна Ялгпалли Клуби».
По состоянию на 2013 год работал детским тренером в «Штромми» (Таллин).